# Nivell quasi Fermi

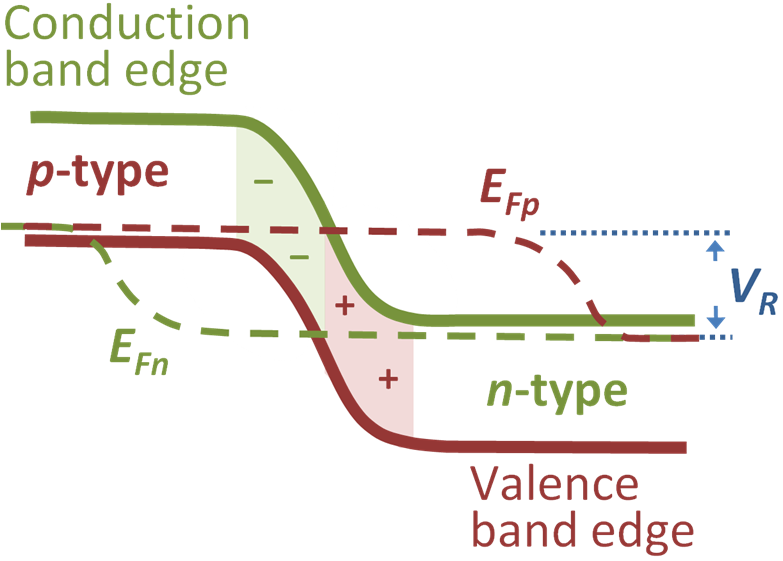
Nivells quasi-Fermi : nivells quasi-fermi de diode pn en polarització inversa.

Un nivell quasi Fermi (també anomenat imref, que s'escriu "fermi" al revés) és un terme utilitzat en mecànica quàntica i especialment en física de l'estat sòlid per al nivell de Fermi (potencial químic dels electrons) que descriu la població d'electrons per separat en la conducció. banda i banda de valència, quan les seves poblacions es desplacen de l'equilibri. Aquest desplaçament podria ser causat per l'aplicació d'una tensió externa, o per l'exposició a la llum d'energia {\displaystyle E>E_{g}}, que alteren les poblacions d'electrons a la banda de conducció i la banda de valència. Atès que la velocitat de recombinació (la taxa d'equilibri entre bandes) tendeix a ser molt més lenta que la velocitat de relaxació energètica dins de cada banda, la banda de conducció i la banda de valència poden tenir cadascuna una població individual que estigui en equilibri internament, tot i que les bandes no estan en equilibri respecte a l'intercanvi d'electrons. El desplaçament de l'equilibri és tal que les poblacions portadores ja no es poden descriure per un únic nivell de Fermi, malgrat que és possible descriure'l utilitzant el concepte de nivells quasi-Fermi separats per a cada banda.

Operació de la unió pn en mode de polarització directa que mostra una reducció de l'amplada d'esgotament. Ambdues unions p i n es dopen a un nivell de dopatge 1e15/cm3, donant lloc a un potencial integrat de ~ 0,59 V. Cal observar els diferents nivells quasi fermi per a la banda de conducció i la banda de valència a les regions n i p (corbes vermelles).

Com es mostra a les figures, la banda de conducció i la banda de valència en una unió pn s'indiquen amb una línia sòlida blava a l'esquerra, i el nivell quasi Fermi s'indica amb la línia discontínua vermella.
Quan no hi ha voltatge extern (biaix) aplicat a una unió pn, els nivells quasi Fermi d'electrons i forats se superposen entre si. A mesura que augmenta el biaix, la banda de valència del costat p es redueix, i també ho va fer el nivell quasi Fermi del forats. Com a resultat, la separació del forat i el nivell de quasi Fermi d'electrons augmenta.